# Uno y uno
Uno y uno es un tango cuya letra pertenece a Lorenzo Traverso  en tanto que la música es de Julio Pollero. Fue grabado por Carlos Gardel acompañado por las guitarras de Guillermo Barbieri y José María Aguilar Porrás el 8 de agosto de 1929 para RCA Victor y, posteriormente, por otros artistas.
El título se refiere a la apuesta mínima (1 boleto a ganador y 1 boleto a placé) en las carreras de caballos que en la letra, que utiliza vocablos provenientes del lunfardo, es usada para ilustrar la decadencia económica del personaje contrastándola con las apuestas de cincuenta boletos a ganador que hacía en épocas mejores. 

## Los autores
Julio Pollero ( Colonia, Uruguay, 22 de diciembre de 1898 –Buenos Aires Argentina, 6 de octubre de 1966) cuyo nombre real era Julio Fava, fue un violinista, pianista, compositor y director de orquesta dedicado al género del tango.
Lorenzo Traverso ( Barrio del Abasto, Buenos Aires, Argentina, 5 de septiembre de 1897 – 13 de septiembre de 1952 cuyo nombre completo era Lorenzo Luis Traverso, fue un empresario teatral que además escribió varias letras de tango.

## Vocabulario
Algunas de las voces lunfardas y referencias que aparecen en la letra son las siguientes:
- a la gurda: rico, de importancia[1]óptimo, excelente, a lo grande, en gran cantidad.[2]
- briyos/brillos: anillos con una piedra engarzada.[3][4]
- convoy: cowboy, vaquero[5] y, por juego paronomástico, conventillo.[6]
- curda: ebrio, borracho, borrachera.[7][8]
- darse dique: engañar con falsas apariencias.[9]
- darse vuelta la taba: expresión derivada del juego de la taba que nació en el medio rural y luego se popularizó, significando que a una persona a quien las cosas le marchaban bien, sufre un cambio repentino para mal, o bien que se invierte totalmente una situación.[10]
- diquear: darse dique.[9]
- engrupido: pagado de sí mismo, envanecido.[11]
- grela:  mujer  joven.[12]
- jailefe: individuo de la alta sociedad.[13][14]
- Julien:  restaurante lujoso que funcionó en la esquina Noreste de Lavalle y Esmeralda con entrada por esta última n°795.[15]
- junar: mirar, ver, darse cuenta.[16][15]
- manyar:  junar, percibir y comprender una cosa.[17][18]
- Mina: Mujer.[19]
- mishé:  tonto, individuo, generalmente maduro, que paga favores de mujeres.[20][21]
- packoy/pacoy=  (de Packoy, potranca que en 1915 ganó el Gean Premio Nacional) paco.[22]
- paddock: tribuna del hipódromo cercana a la meta desde donde pueden verse cómodamente los caballos cuando que van a correr.[22]
- poligriyo: pelagatos, hombre pobre y despreciable.[23]
- vento:  dinero.[24]

## Grabaciones
Entre otras grabaciones de  Uno y uno  se encuentran las siguientes:
- Raúl Berón con la orquesta Francini-Pontier.
- Charlo con la orquesta de Francisco Canaro
- Luis Cardei acompañado por Antonio Pisano.